# Блэкпульский трамвай
Блэкпульский трамвай — трамвайная система в курортном городе Блэкпул (Великобритания). Система блэкпульского трамвая имеет несколько особенностей, делающих её уникальной:
- Трамвай в Блэкпуле был первой электрической трамвайной системой в Великобритании.
- Трамвай в Блэкпуле — единственная трамвайная система Великобритании, пережившая волну закрытий в 1930-60-х годах.
- Трамвай в Блэкпуле — одна из всего трёх трамвайных систем в мире, использующих двухэтажные трамваи (другие две — гонконгская и александрийская), и единственная система с двухэтажными трамваями в Европе.

Ежегодно трамвай в Блэкпуле перевозит 6,5 миллионов пассажиров.

## История
Электрический трамвай был пущен в Блэкпуле 29 сентября 1885 года. Пусковой участок проходил по приморскому променаду, между улицами Cocker Street и Dean Street. Линия по променаду продлевалась в 1895 и 1897 годах. Первоначально использовался токосъём от третьего рельса, в 1899 году он был заменён на токосъём от контактного провода. Движение открывали десять трамваев.
Первоначально эксплуататором трамвайной линии была Blackpool Electric Tramway Company, в 1892 году система стала эксплуатироваться Blackpool Corporation.
Система продолжала расширяться и в последующие годы. Система расширялась в 1900, 1901, 1902 и 1903 годах.
В 1920 году в состав Blackpool Corporation вошла компания Blackpool & Fleetwood Tramroad Company, которой принадлежала трамвайная линия длиной восемь миль, шедшая от Северного вокзала до Флитвуда, и подходившая к морю в районе площади Gynn Square. Эта линия была построена в 1898 году. Для обслуживания этой линии имелось три депо.
Трамвайная сеть расширялась в последний раз в 1926 году (вдоль променада South Promenade от Pleasure Beach до Clifton Drive, ныне переименованного в Starr Gate).
В 1936 году система начала сокращаться, кампания закрытий продолжалась до 1966 года. Участки системы закрывались в 1936, 1961, 1963 и 1966 годах. После этой кампании закрытий от системы осталась только одна линия, проходящая вдоль морского берега, по променаду.
Из-за недостатка инвестиций система в течение долгого времени не модернизировалась, подвижной состав не обновлялся. Однако благодаря этому линия приобрела качества действующего музея, популярного у туристов.
В 2008 году министерство транспорта обнародовало планы капитальной модернизации блэкпульського трамвая. В рамках этой программы будут отремонтированы рельсы и остановки, и будут приобретены 16 современных трамваев, доступных для инвалидов с ограниченной подвижностью. Однако старые трамваи, ставшие одним из символов города, по-прежнему будут использоваться. Общая стоимость программы модернизации составляет 60,3 миллиона фунтов.

## Описание сети
Система трамвая Блэкпула состоит из одной линии, проходящей вдоль приморского променада, от Старр Гейт (Starr Gate) до причала паромов во Флитвуде (Fleetwood). Общая длина — 11 миль, или примерно 16,5 км Ширина колеи стандартная, 1435 мм. Наприяжение контактной сети составляет 550 вольт, большинство трамваев оборудовано пантографами, но некоторые трамваи до сих пор используют штанги.

### Депо
Сейчас система обслуживается единственным депо Ригби-роад (Rigby Road), построенным в 1935 году. За всю историю система имела шесть депо: Биспхэм (Bispham, 1898—1963), Болд Стрит (Bold Street, 1899—1920), Бланделл Стрит (Blundell Street, 1885—1935, в 1935—1956 использовалось как склад, в 1956—1963 использовалось как автобусный гараж, с 1963 по 1982 год опять было трамвайным депо), Копс Роад (Copse Road, открыто в 1897 году, позднее использовалось как мастерская для разборки списанных трамваев), Марто (Marton, 1901—1963 с перерывом в 1939—1944 годах, когда депо использовалось для хранения военных самолётов)

## Подвижной состав[6]
Система блэкпульского трамвая отличается большим разнообразием подвижного состава.

### Standard cars

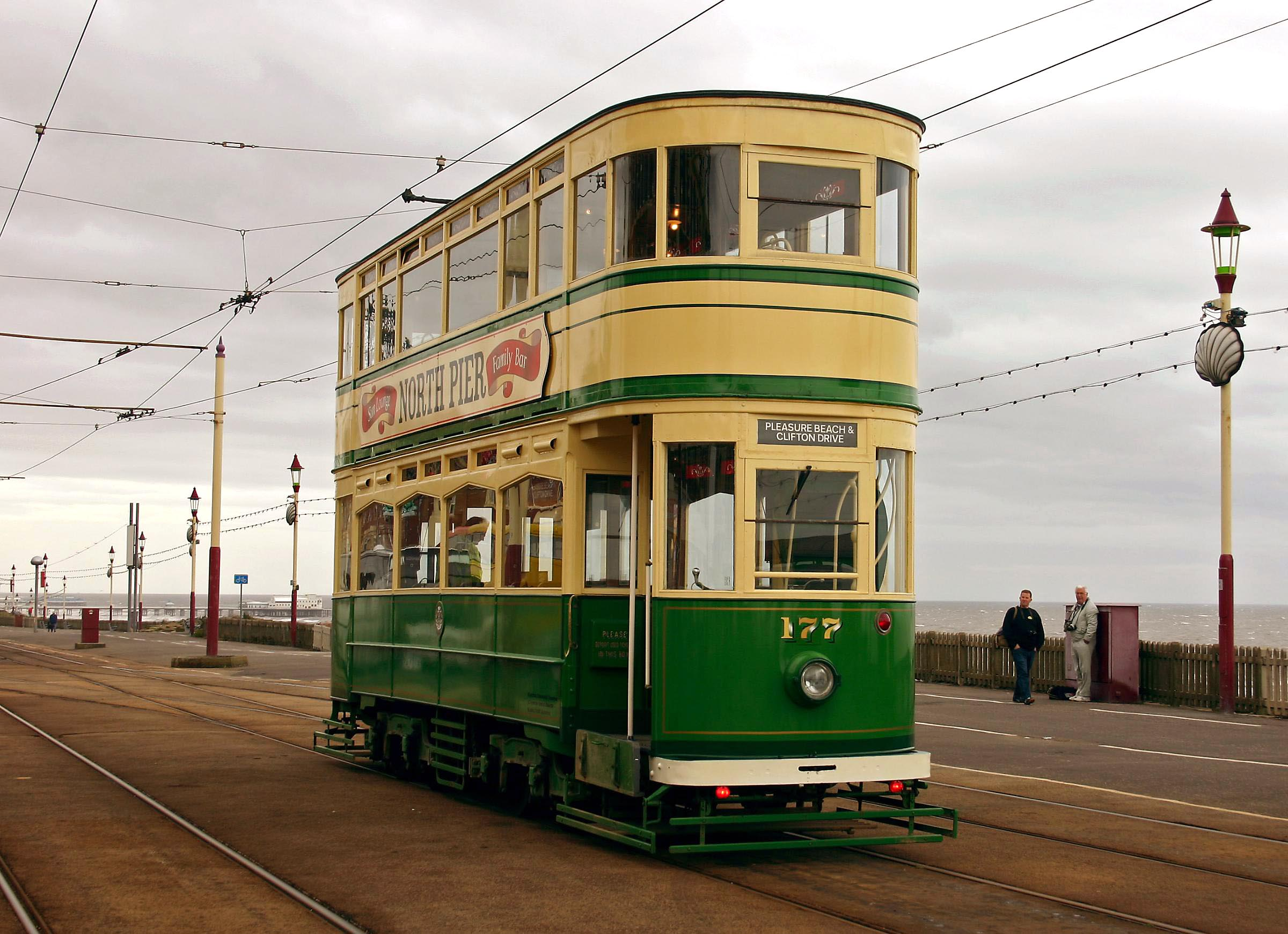
Standard car, № 117

Standard cars (Стандартные трамваи) — двухэтажные трамваи, строились в 1923—1929 годах. Все трамваи этого типа были списаны, но в 2000 году трамвай типа Boat обменяли на трамвай Standard, сохранившийся в музее Trolleyville в Огайо, США. Этот трамвай (№ 177) был отреставрирован, и теперь он иногда используется (обычно летом)

### Pantograph cars

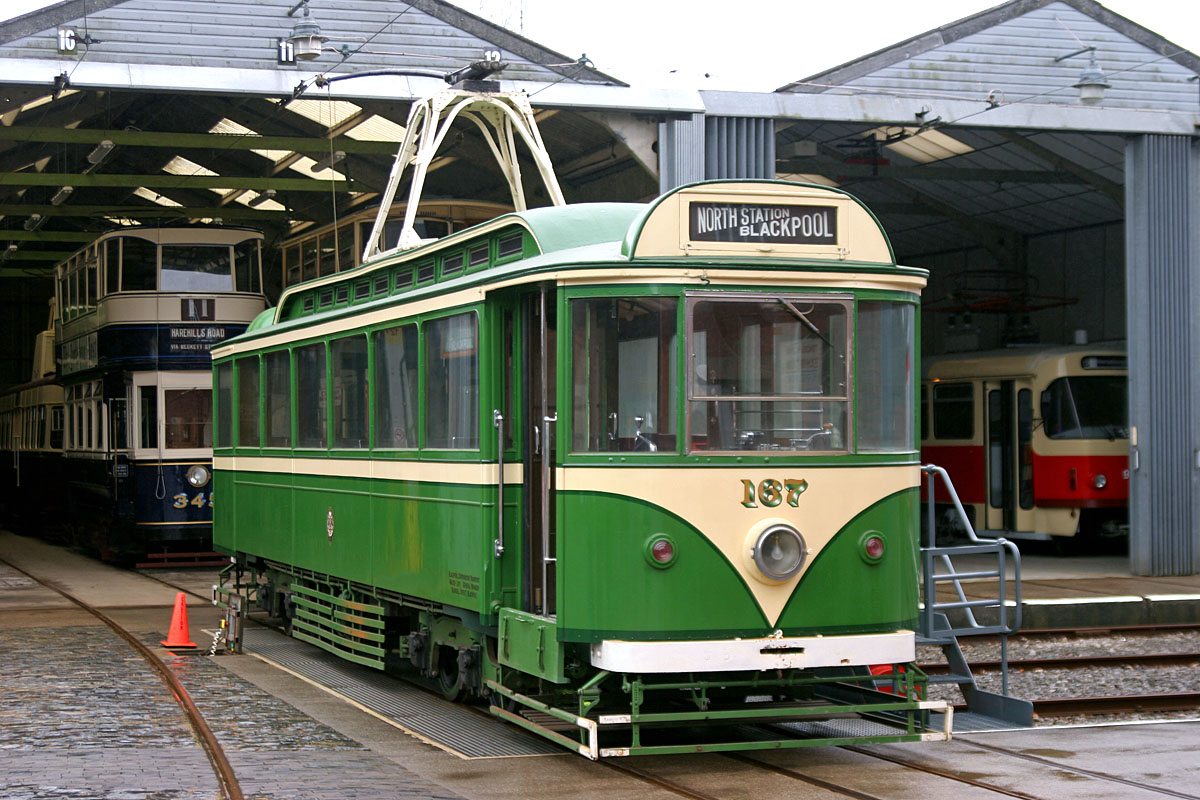
Pantograph car, № 167 в Национальном трамвайном музее

Pantograph cars (пантографные трамваи). Эти одноэтажные трамваи поставлялись в Блэкпул в 1928—1929 годах (номера 167—176). В Блэкпуле сохранился только один трамвай такого типа, он утратил свой первоначальный вид, и используется в составе иллюминированного «Поезда Дикого Запада». В Национальном трамвайном музее Великобритании хранится находящийся в рабочем состоянии трамвай этого типа № 167.

### Balloon cars

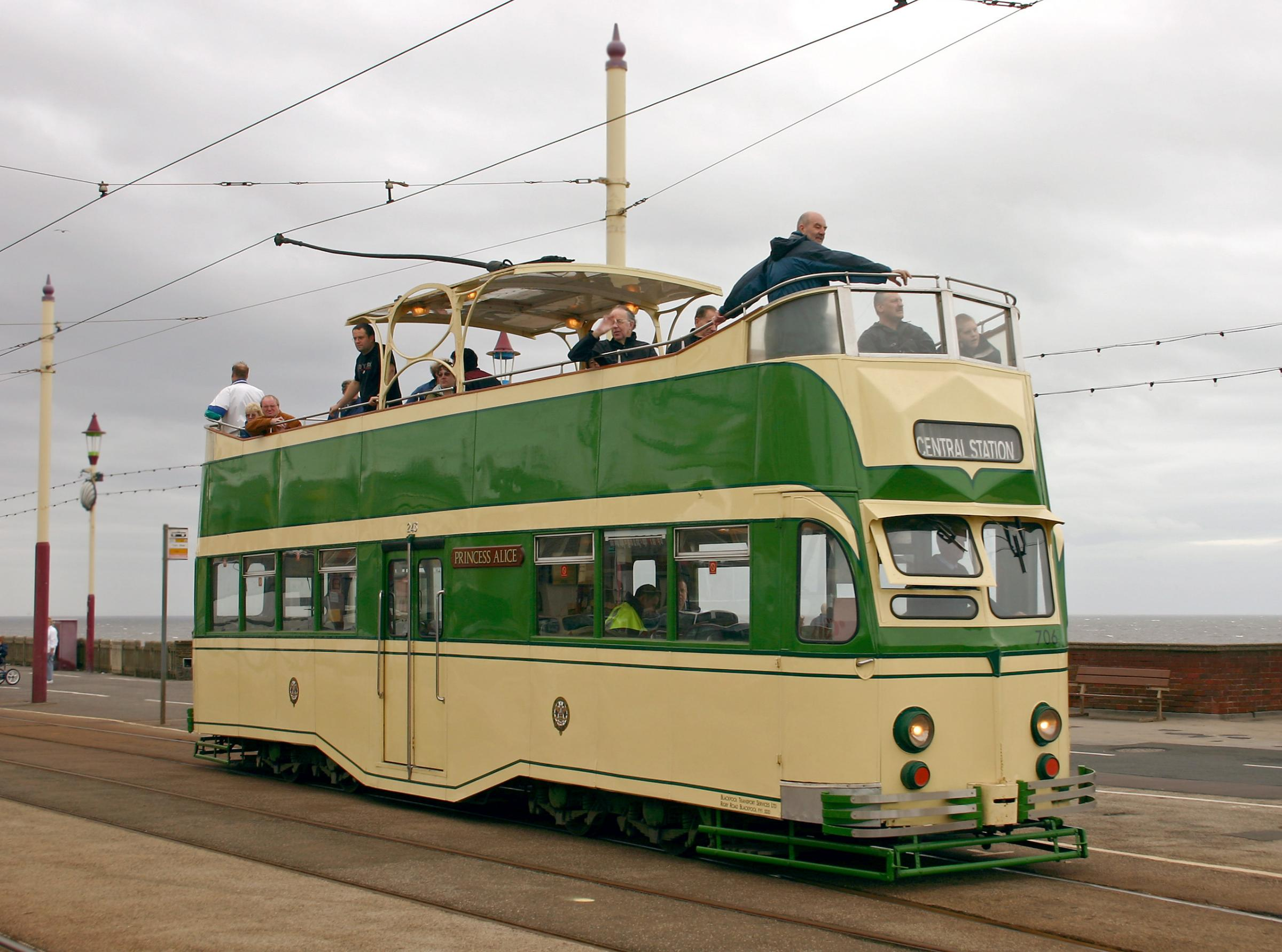
Ballon car № 706 с открытым верхом

Balloon cars (трамваи — воздушные шары). Эти трамваи поставлялись с 1933—1934 годах для замены самых старых трамваев системы. Трамваи Balloon — двухэтажные, у части из них второй этаж не имел крыши («трамваи-кабриолеты). Всего Блэкпул получил 27 трамваев этого типа, из них 13 с открытым верхом. Номера — 237—263, в 1968 году перенумерованы в 700—726. Часть этих трамваев была списана, часть модернизирована и перестроена таким образом, что они утратили первоначальный внешний вид, но многие оригинальные трамваи Balloon продолжают использоваться и сейчас.

### Boat Cars

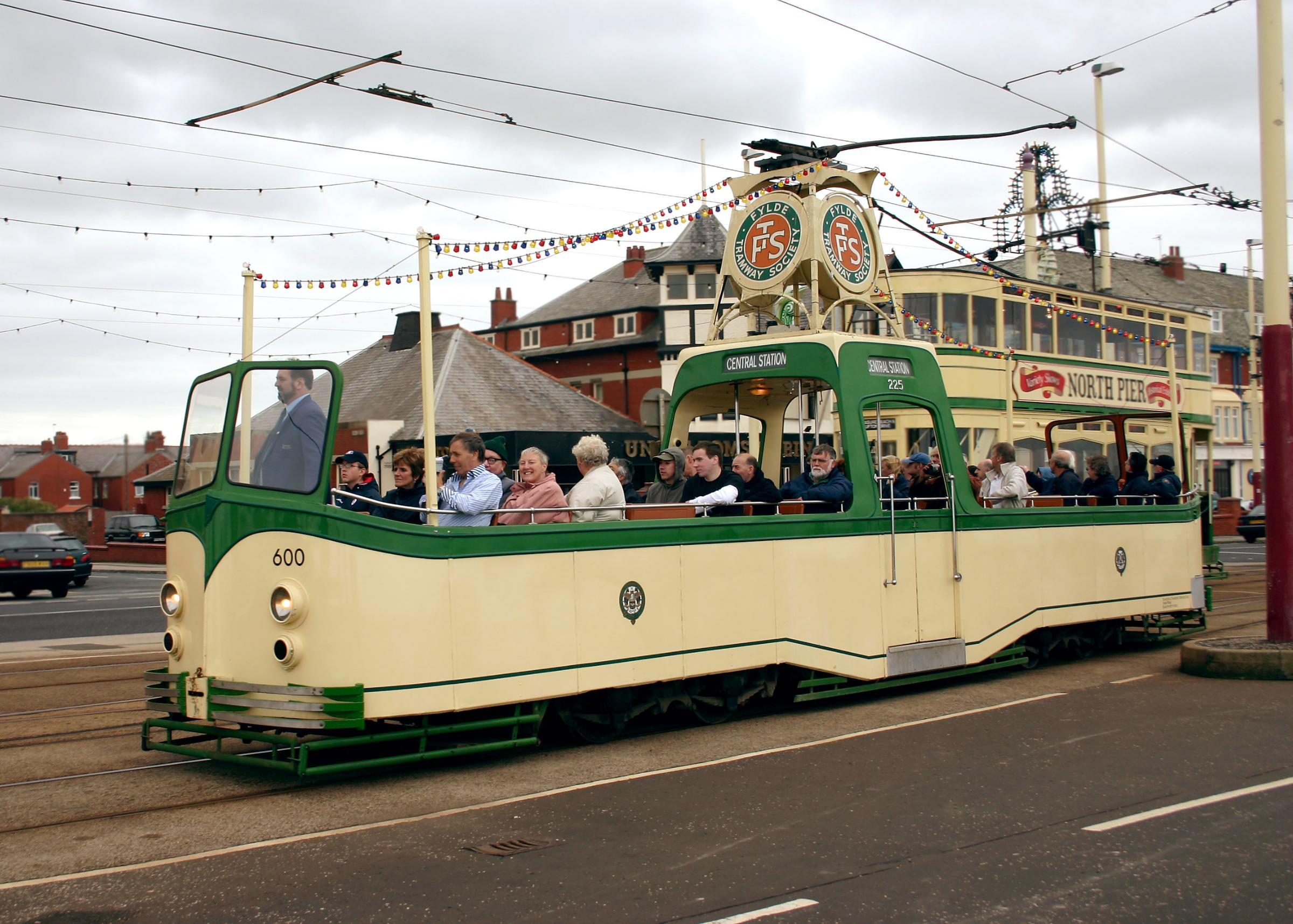
Трамвай-кабриолет Boat car № 600

Boat Cars (трамваи — лодки). Это — одноэтажные трамваи-кабриолеты без крыши. Они поставлялись в 1933—1934 годах. Первоначально было двенадцать трамваев этого типа (номера 225—236), к 1968 году сохранилось восемь трамваев, которые были перенумерованы в 600—608. В конце 70-х — начале 80 два трамвая Boat было продано в музеи США, один из них и сейчас используется на музейном маршруте F в Сан-Франциско. В 2000 году в США отправился ещё один Boat, который обменяли на сохранившиеся в музее trolleyville трамвай типа Standard (см. выше)

### Jubilee class cars

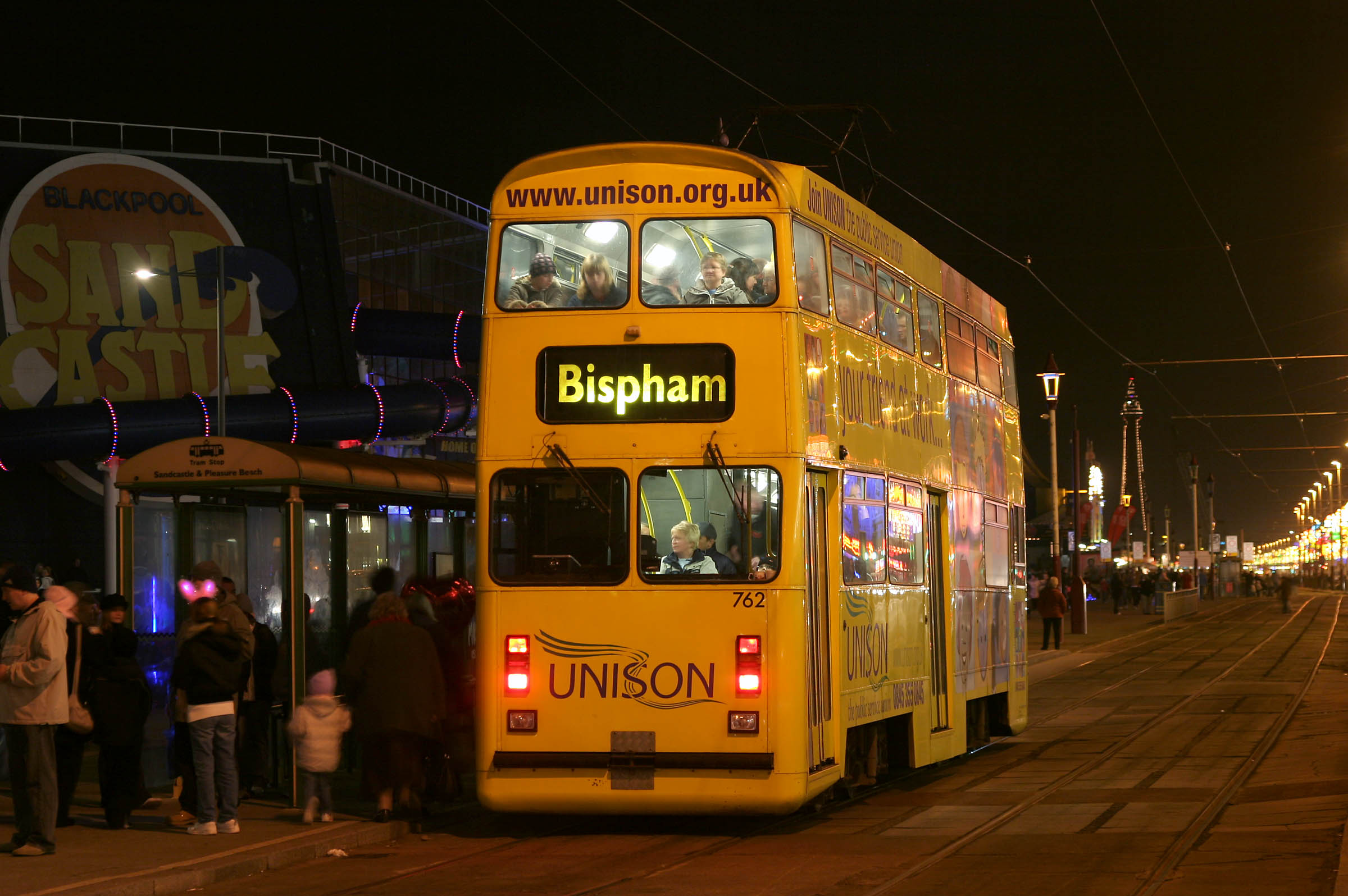
Jubilee class car № 762

Jubilee class cars (Юбилейные трамваи). Два трамвая типа Balloon, номера 761 и 762, были кардинально модернизированы (фактически перестроены) в 1979 и 1982 годах соответственно. Эти трамваи получили обозначение Jubilee class cars.

### Coronation cars

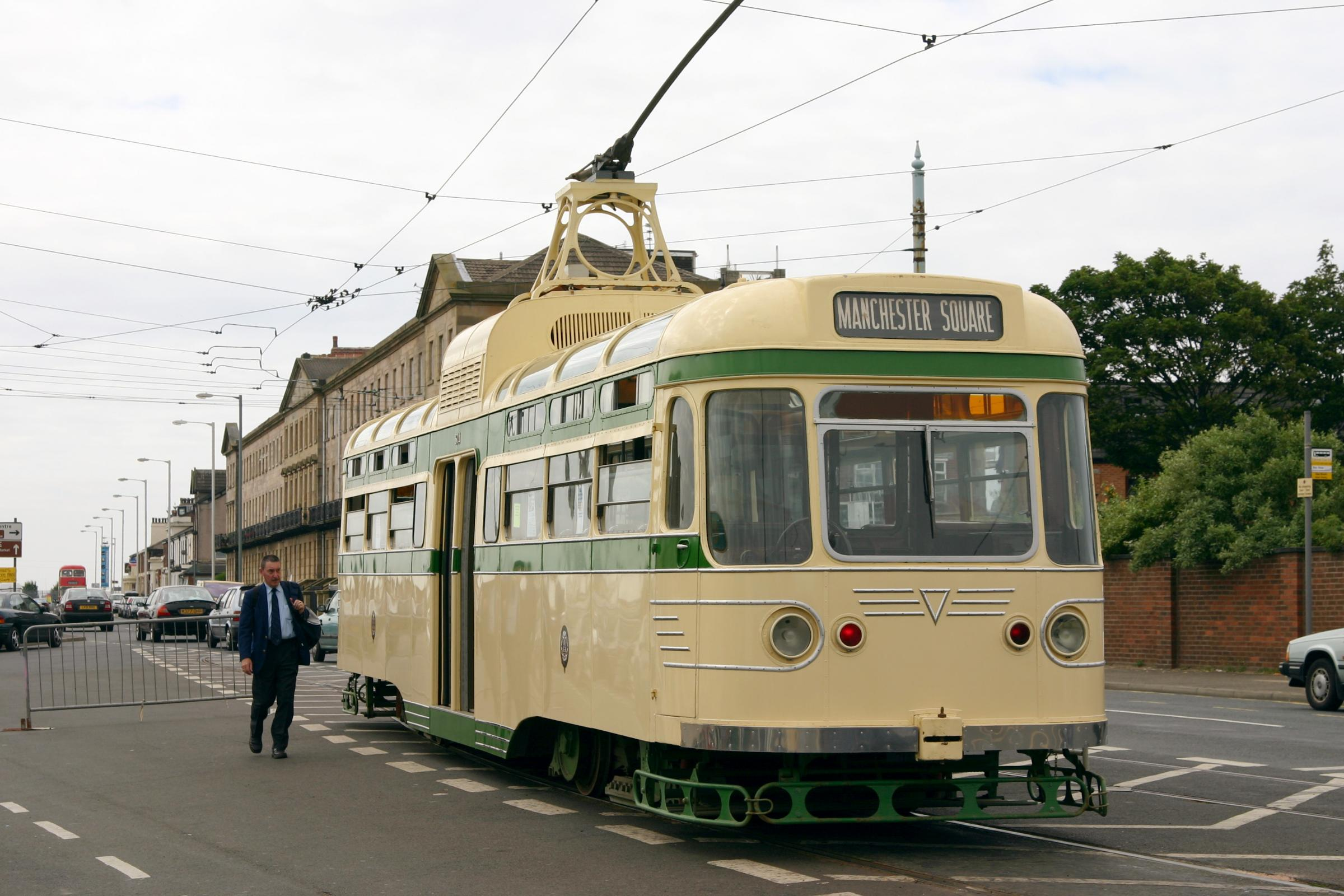
Coronation class car № 304 во Флитвуде

Coronation cars (трамваи „Коронация“). Эти одноэтажные трамваи названы так в связи с тем, что они были построены в год коронации Елизаветы II (1953). Трамваи этого типа использовались недолго, и были списаны к 1975 году. До наших дней сохранилось три трамвая этого типа, два из них принадлежат частной организации Lancastrian Transport Trust. Один из принадлежащих LTT трамваев, вагон № 304 (в 1968 году перенумерован в 641) был полностью отреставрирован в рамках телевизионной программы Salvage Squad. В этой программе, выходившей в 2002—2004 годах на канале Channel 4, демонстрировался процесс реставрации и восстановления старинной техники. Отреставрированный трамвай был продемонстрирован публике 6 января 2003 года. Тогда трамвай совершил демонстрационные поездки вдоль променада в Блэкпуле.

### Brush cars

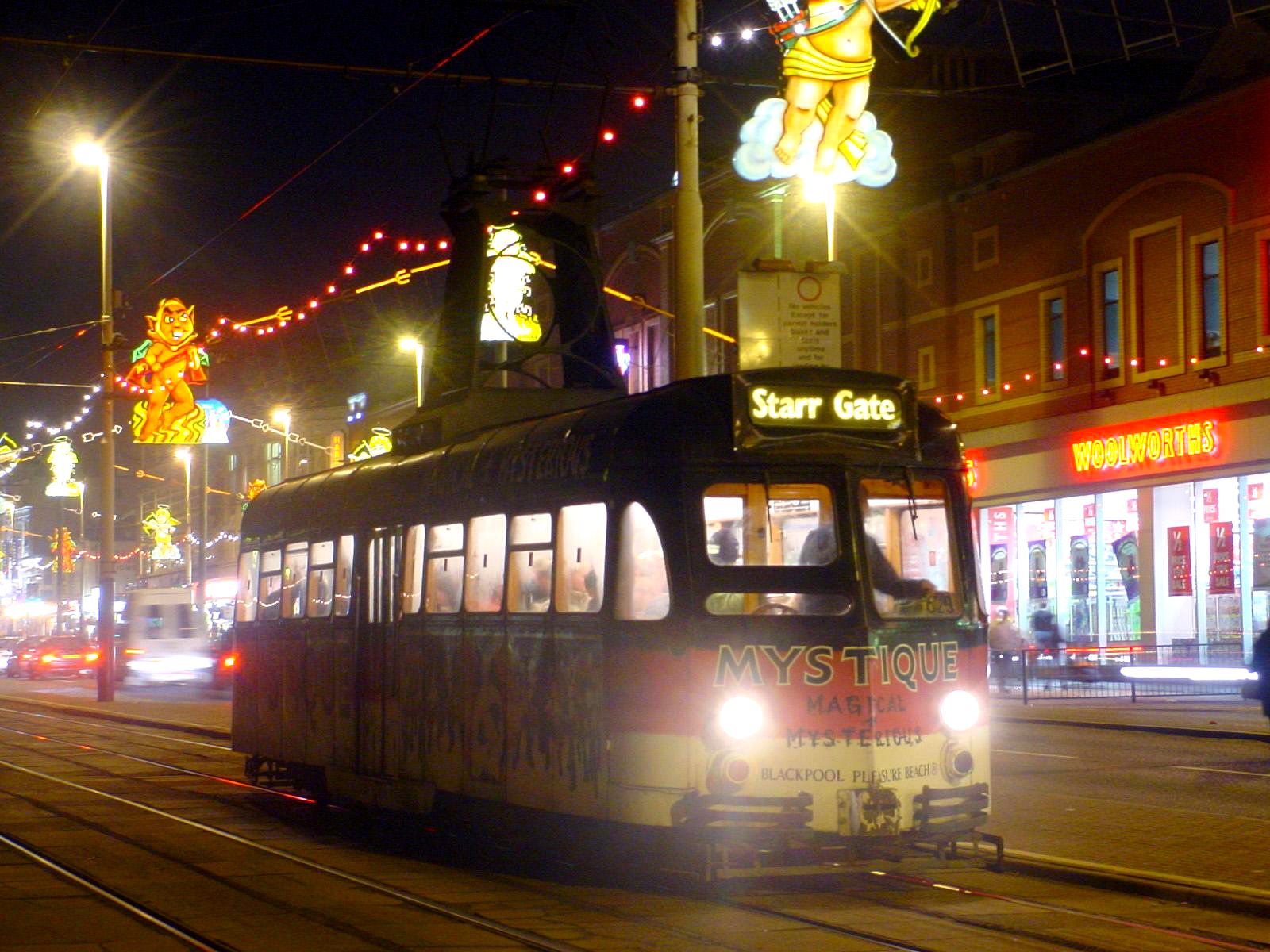
Brush № 623

Brush cars (трамваи Браш). Эти одноэтажные трамваи были построены заводом Браш в 1937 году, номера 621—637. Трамвай № 633 был перестроен в иллюминированный «траулер»

### Centenary cars

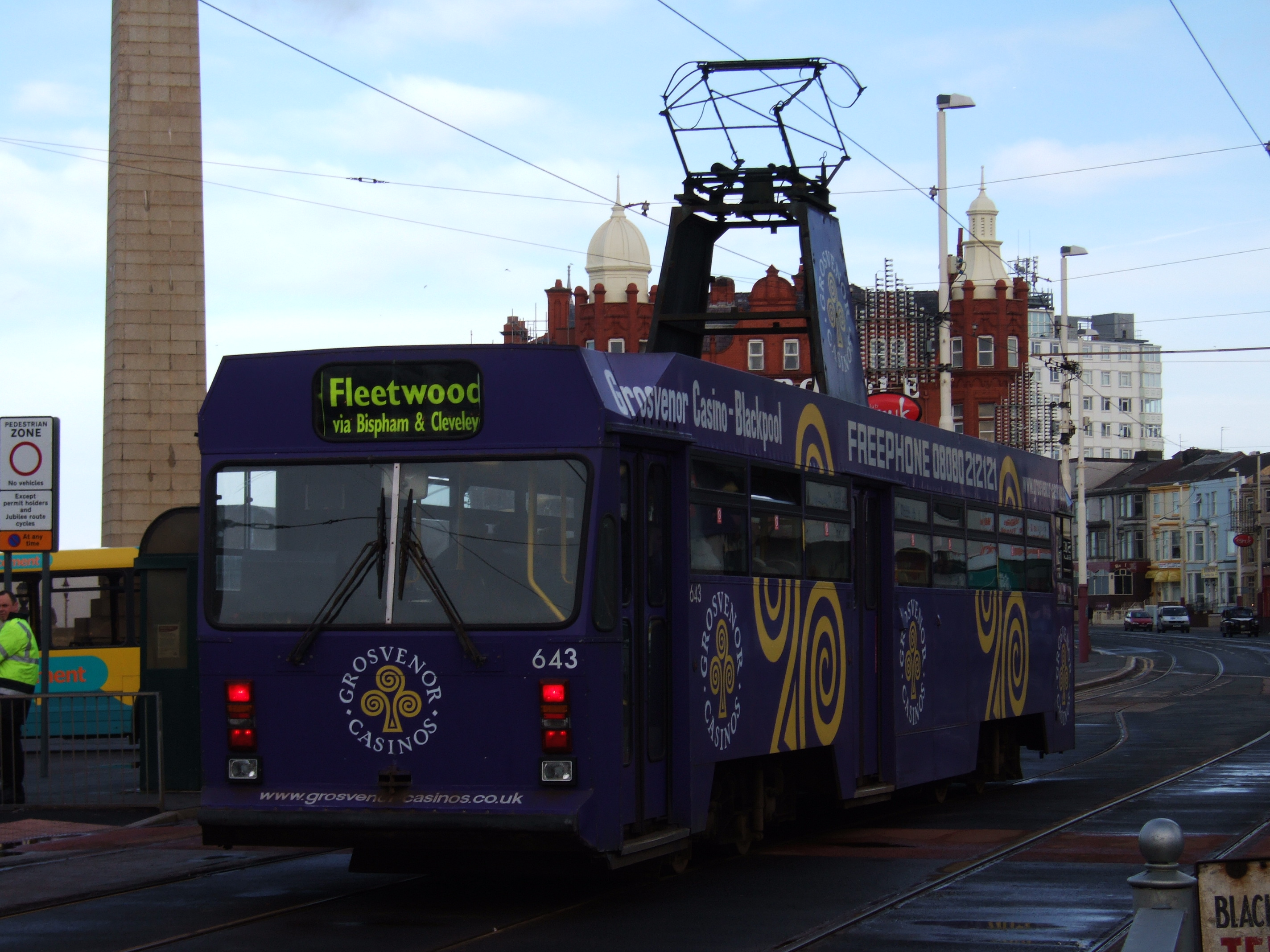
Centenary № 643

Centenary cars (трамвай «столетие»). Одноэтажные, строились в 1984—1988 годах, при этом использовались моторы и тележки от списанных старых трамваев. Номера — 641—648.

### Progress Twin cars
Progress Twin cars (трамваи «прогресс-близнецы»). Эти трамваи одноэтажные, используются в составе двухвагонных поездов (моторный и прицепной), за исключением моторных вагонов 678—680, которые работают поодиночке. Эти трамваи были перестроены из старых трамваев English Electric в 1958—1962 годах. Номера: 671—680 (моторные вагоны) и 681—687 (прицепные вагоны).

### Millennium class cars
Millennium class cars (трамваи «Тысячелетие»). Два трамвая Balloon были модернизированы в 2002—2005 годах. Модернизированные таким образом трамваи получили обозначение Millennium class.

### Иллюминированные трамваи (Illuminated cars)
В Блэкпуле существует традиция создания так называемых «иллюминированных» трамваев. Так называют трамваи, оформленные в соответствии с определённой темой. Иллюминированные трамваи переоборудуются из обычных трамваев.